# 화합성
화합성(和合性, 산스크리트어: sāmagrī) 또는 화합(和合)은 다음의 분류, 그룹 또는 체계의 한 요소이다.
- 대승불교의 유식유가행파와 법상종의 5위 100법에서 심불상응행법(心不相應行法: 24가지) 가운데 하나이다.
- 5위 100법의 심불상응행법 중 인과(因果: 동시인과의 관점에서 본 모든 또는 개별 유위법)와 관련된 9가지 법인 유전(流轉) · 정이(定異) · 상응(相應) · 세속(勢速) · 차제(次第) · 시(時) · 방(方) · 수(數) · 화합(和合) 가운데 하나이다.[3][4] 또는 이 9가지 법에 불화합(不和合)을 더한, 인과(因果)에 관련된 10가지 법 가운데 하나이다.[5][6]
- 일반적으로 부파불교의 설일체유부의 5위 75법의 법체계에 포함되지 않는데, 중현은 《아비달마순정리론》에서 심불상응행법에 포함시키고 있다.[7][8]

화합성(和合性) 또는 화합(和合)의 원어인 산스크리트어 사마그리(sāmagrī)의 일반 사전적인 뜻은 전체(totality, entirety), 빠짐없음(completeness), 특히 구성 요소가 빠짐없이 포함된 집합(a complete collection or assemblage of implements or materials), 또는 수단(means)이다. 화합(和合)이라는 한자어 낱말의 일반 사전적인 뜻은 '화목하게 어울림'이다.
유식유가행파의 교학에 따르면, 화합성 또는 화합은 어울림이라고 번역하기도 하는데 인과(因果)의 여러 가지 원인[衆緣]이 모이는 것[集會]을 실재하는 법인 것처럼 가립한 것이다. 즉, 모든 유위법[行]들이 인연[緣: 즉 원인]을 따라 만나고 모이는[會] 성질, 즉 연회성(緣會性)을 마치 별도의 실재하는 법인 것처럼 삼은 것이다.
간단히 정의하자면, 화합성 또는 화합은 인연화합(因緣和合) 또는 인과화합(因果和合)을 말한다. 여기서 '인과화합'에서의 인과(因果)는 동시인과의 관점에서 본 모든 또는 개별 유위법을 뜻한다.
즉, 화합성 또는 화합은 각각의 유위법을 생겨나게 하는 모든 인(因: 직접적 원인이 되는 유위법)과 연(緣: 간접적 원인이 되는 유위법)이, 간략히 총괄적으로 말해서, 하나가 되는[為一] 것을 말한다. 이러한 뜻에서 화합성 또는 화합을 달리 말하여 전통적인 표현으로 동사인(同事因)이라고도 하는데 동사인의 문자 그대로의 뜻은 현상[事] 즉 결과[事]의 원인들[因]이 서로 일치[同]하는 것이다. 즉, 화합성 또는 화합은 각각의 유위법의 소작지(所作支: 형성요소, 구성요소)들이 누락되지도 않고 또한 이지러져 있지도 않을 때 즉 빠짐없을[completeness] 때 이러한 분위(分位: 측면, 국면, 양태, 단계, aspect, phase)를 마치 실재하는 법(法)인 것처럼 가립(假立)한 것이다.

## 정의
현대의 학자들에 따르면 인도불교의 유식학의 역사는 크게 3기로 나뉘는데, 제1기는 미륵(彌勒)과 무착(無着)의 유식학이고, 제2기는 세친(世親)의 유식학이고, 제3기는 호법(護法)과 안혜(安慧) 등의 10대 논사의 유식학이다.
아래 단락들은 이러한 구분에 의거하여 배열되어 있으며, 해당 유식학 논서에서 나타나는 화합성 또는 화합에 대한 정의를 기술한다.

## 참고 문헌
- 이 문서에는 다음커뮤니케이션(현 카카오)에서 GFDL 또는 CC-SA 라이선스로 배포한 글로벌 세계대백과사전의 내용을 기초로 작성된 글이 포함되어 있습니다.
- 곽철환 (2003). 《시공 불교사전》. 시공사 / 네이버 지식백과. |title=에 외부 링크가 있음 (도움말)
- 무착 지음, 현장 한역 (K.571, T.1602). 《현양성교론》. 한글대장경 검색시스템 - 전자불전연구소 / 동국역경원. K.571(16-1), T.1602(31-480). |title=에 외부 링크가 있음 (도움말)
- 무착 지음, 현장 한역, 이한정 번역 (K.572, T.1605). 《대승아비달마집론》. 한글대장경 검색시스템 - 전자불전연구소 / 동국역경원. K.572(16-157), T.1605(31-663). |title=에 외부 링크가 있음 (도움말)
- 미륵 지음, 현장 한역, 강명희 번역 (K.614, T.1579). 《유가사지론》. 한글대장경 검색시스템 - 전자불전연구소 / 동국역경원. K.570(15-465), T.1579(30-279). |title=에 외부 링크가 있음 (도움말)
- 세친 지음, 현장 한역, 송성수 번역 (K.618, T.1612). 《대승오온론》. 한글대장경 검색시스템 - 전자불전연구소 / 동국역경원. K.618(17-637), T.1612(31-848). |title=에 외부 링크가 있음 (도움말)
- 세친 지음, 현장 한역, 송성수 번역 (K.644, T.1614). 《대승백법명문론》. 한글대장경 검색시스템 - 전자불전연구소 / 동국역경원. K.644(17-808), T.1614(31-855). |title=에 외부 링크가 있음 (도움말)
- 안혜 지음, 지바하라 한역, 조환기 번역 (K.619, T.1613). 《대승광오온론》. 한글대장경 검색시스템 - 전자불전연구소 / 동국역경원. K.619(17-641), T.1613(31-850). |title=에 외부 링크가 있음 (도움말)
- 안혜 지음, 현장 한역, 이한정 번역 (K.576, T.1605). 《대승아비달마잡집론》. 한글대장경 검색시스템 - 전자불전연구소 / 동국역경원. K.576(16-228), T.1606(31-694). |title=에 외부 링크가 있음 (도움말)
- 운허.  동국역경원 편집, 편집. 《불교 사전》. |title=에 외부 링크가 있음 (도움말)
- 중현 지음, 현장 한역, 권오민 번역 (K.956, T.1562). 《아비달마순정리론》. 한글대장경 검색시스템 - 전자불전연구소 / 동국역경원. K.956(27-680), T.1562(29-329). |title=에 외부 링크가 있음 (도움말)
- 호법 등 지음, 현장 한역, 김묘주 번역 (K.614, T.1585). 《성유식론》. 한글대장경 검색시스템 - 전자불전연구소 / 동국역경원. K.614(17-510), T.1585(31-1). |title=에 외부 링크가 있음 (도움말)
- 황욱 (1999). 《무착[Asaṅga]의 유식학설 연구》. 동국대학원 불교학과 박사학위논문.
- (영어) Sanskrit and Tamil Dictionaries. 《Cologne Digital Sanskrit Dictionaries》. Institute of Indology and Tamil Studies, Cologne University (www.sanskrit-lexicon.uni-koeln.de). |title=, |출판사=에 외부 링크가 있음 (도움말)
- (중국어) 무착 조, 현장 한역 (T.1602). 《현양성교론(顯揚聖教論)》. 대정신수대장경. T31, No. 1602, CBETA. |title=에 외부 링크가 있음 (도움말)
- (중국어) 무착 조, 현장 한역 (T.1605). 《대승아비달마집론(大乘阿毘達磨集論)》. 대정신수대장경. T31, No. 1605, CBETA. |title=에 외부 링크가 있음 (도움말)
- (중국어) 미륵 조, 현장 한역 (T.1579). 《유가사지론(瑜伽師地論)》. 대정신수대장경. T30, No. 1579. CBETA. |title=에 외부 링크가 있음 (도움말)
- (중국어) 星雲. 《佛光大辭典(불광대사전)》 3판. |title=에 외부 링크가 있음 (도움말)
- (중국어) 세친 조, 현장 한역 (T.1612). 《대승오온론(大乘五蘊論)》. 대정신수대장경. T31, No. 1612, CBETA. |title=에 외부 링크가 있음 (도움말)
- (중국어) 세친 조, 현장 한역 (T.1614). 《대승백법명문론(大乘百法明門論)》. 대정신수대장경. T31, No. 1614, CBETA. |title=에 외부 링크가 있음 (도움말)
- (중국어) 안혜 조, 지바하라 한역 (T.1613). 《대승광오온론(大乘廣五蘊論)》. 대정신수대장경. T31, No. 1613, CBETA. |title=에 외부 링크가 있음 (도움말)
- (중국어) 안혜 조, 현장 한역 (T.1606). 《대승아비달마잡집론(大乘阿毘達磨雜集論)》. 대정신수대장경. T31, No. 1606, CBETA. |title=에 외부 링크가 있음 (도움말)
- (중국어) 중현 조, 현장 한역 (T.1562). 《아비달마순정리론(阿毘達磨順正理論)》. 대정신수대장경. T29, No. 1562, CBETA. |title=에 외부 링크가 있음 (도움말)
- (중국어) 호법 등 지음, 현장 한역 (T.1585). 《성유식론(成唯識論)》. 대정신수대장경. T31, No. 1585, CBETA. |title=에 외부 링크가 있음 (도움말)